# 405e régiment d'infanterie
Pour les articles homonymes, voir 405e régiment.
Le 405e régiment d'infanterie (405e RI) est un régiment d'infanterie de l'Armée de terre française constitué en 1915 avec des éléments provenant, principalement, des dépôts de la 5e région militaire (Orléans). Engagé dans la Grande Guerre, il est dissous dès juillet 1916.
Les régiments dont le numéro est supérieur à 400 sont des régiments de marche.

## Création et différentes dénominations
- 16 mars 1915 : Constitution du 405e régiment d'infanterie (à trois bataillons) en Seine-et-Marne, à Bourron, avec des éléments venus des dépôts de la  5e région militaire. Son effectif à l'organisation est de 42 officiers et 3125 sous-officiers et hommes du rang.
- Le 405e régiment d'infanterie est dissout le 10 juillet 1916 à Blacy (Marne) et Maisons-en-Champagne. Ses éléments sont répartis entre les 39e RI, 239e RI et 407e RI.

## Chefs de corps
- du 16 mars 1915 au 10 juillet 1916: lieutenant-colonel Clément-Louis Mauriot.

## Historique des combats du RI

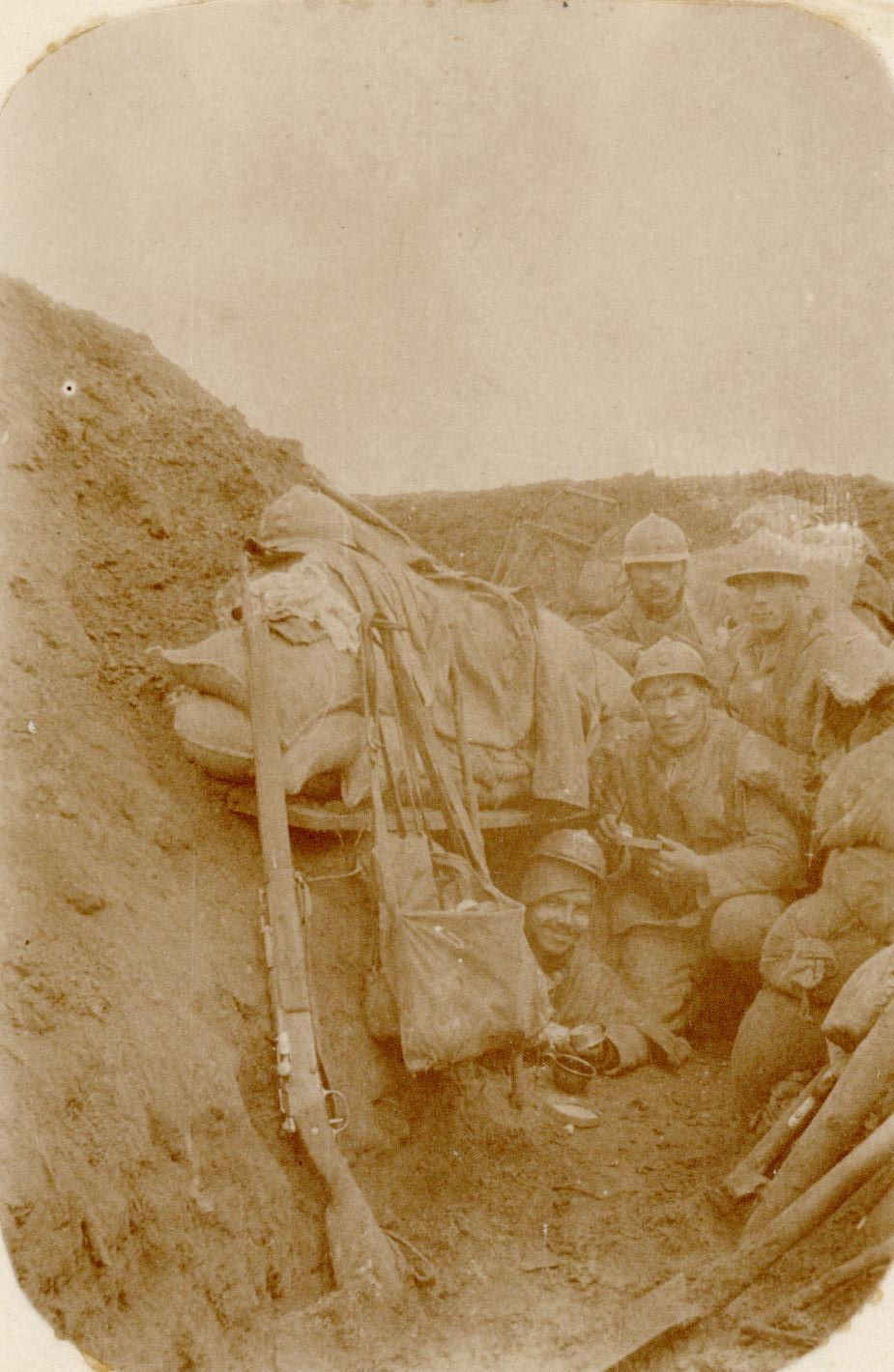
Quatre soldats du à Souchez en février 1916.

## Historique des combats du405eRI

### Première Guerre mondiale

#### Affectation
- 307e brigade de la 154e division d’infanterie en avril 1915[1]
- 307e brigade indépendante d'avril à juillet 1915[1]
- 307e brigade de la 130e division d’infanterie de juillet 1915 à juillet 1916[1]

### 1915
- Artois :
  - Neuville-Saint-Vaast
  - Souchez

### 1916
- Janvier – mars : Artois :
  - Souchez
  - Ablain
- Bataille de Verdun :
  - Bois de Vaux Chapitre
  - 21 – 23 juin : Fleury
- 10 juillet : dissolution.

## Drapeau

Dessin du revers du drapeau du, avec ses inscriptions officielles.

Il porte, cousues en lettres d'or dans ses plis, les inscriptions suivantes :
- Artois 1915
- Verdun 1916

## Personnages célèbres ayant servi au405eRI
- Jean Galtier-Boissière (1891-1966), écrivain
- Amédée Guiard (1872-1915), écrivain

### Sources et bibliographie
- Historique du 405e régiment d'infanterie, Orléans, Imprimerie du Loiret, 1920, 18 p..